# Ibn Sahl de Sevilla
Ibn Sahl de Sevilla (en árabe: أبو إسحاق إبرهيم بن سهل الإسرائيلي الإشبيلي Abu Ishaq Ibrahim Ibn Sahl al-Isra'ili al-Ishbili) (1212-1251) es uno de los grandes poetas andalusíes del siglo XIII. 

## Biografía
Nacido en una familia judía en Sevilla, llamó la atención ya en 1227 cuando sugirió añadir una estrofa a un poema de un poeta de reconocido prestigio. A pesar de su herencia hebrea, Ibn Sahl fue un musulmán devoto. Su diwan (antología) es un testimonio de su sentimiento religioso. Aunque criticado por beber vino, la sinceridad de su conversión nunca fue cuestionada. Llegó a tener una gran fama entre los contemporáneos, sobre todo por su capacidad de improvisación, y sus poemas aparecen en Las mil y una noches.
Cuando Sevilla fue tomada por Fernando III de Castilla en 1248, Ibn Sahl marchó a Ceuta, donde se convirtió en el secretario de gobernador almohade Abu Ali Ibn Khallas. Cuando este envió a su hijo a al-Mustanir I, califa Hafsid de Ifriqiya, decidió enviar a Ibn Sahl con él. La galera en la que viajaban se hundió y todos los pasajeros murieron. Se dice que el gobernador exclamó: "la perla ha vuelto al mar".
La antología de Ibn Sahl contiene ejemplos de la más refinada poesía andalusí, casi exclusivamente de temática amorosa y muwashsahat. A diferencia de Ibn Quzmán o al-Rusafi, su poesía es casi exclusivamente homoerótica, dedicada a un muchacho judío llamado Musa, que parece haber existido realmente. A menudo se interpreta la tensión entre el judaísmo y el islam en Sahl como un juego amoroso, en el que abandona a Musa (Moisés) a favor del muchacho Muhammad (Mahoma). De lenguaje rebuscado y sensual, es bastante concreto hablando de su amado, evitando las imágenes evanescentes.
El autor marroquí Mohammed al-Ifrani (1670-1747) escribió su biografía.

## Obra
- Ibn Sahl de Sevilla; Poemas .Editado por Garulo Muñoz, Teresa. Editorial: Hiperión ISBN 978-84-7517-102-9 y ISBN 84-7517-102-8[2]